# Syngonanthus macrolepis
Syngonanthus macrolepis är en gräsväxtart som beskrevs av Silveira. Syngonanthus macrolepis ingår i släktet Syngonanthus och familjen Eriocaulaceae. Inga underarter finns listade i Catalogue of Life.